# N'Bushe Wright
N'Bushe Wright (New York, 7 settembre 1970) è un'attrice statunitense.

## Biografia
Figlia di una psicologa (deceduta nel 2009) e di un jazzista, il padre Stanley Wright, assassinato nel 2011.

## Carriera
Attrice e ballerina afroamericana, esordisce nel 1992 interpretando la protagonista femminile nel film Zebrahead, al fianco di Michael Rapaport.
Negli anni successivi ottiene altri ruoli primari, come nei film Dollari sporchi, Fresh, Subway Stories - Cronache metropolitane e nella seconda stagione della serie televisiva New York Undercover.
Nel 1998 interpreta il suo ruolo più famoso, ovvero quello della dottoressa Karen Jenson nel film Blade, al fianco di Wesley Snipes.

## Filmografia parziale
- Zebrahead, regia di Anthony Drazan (1992)
- Io volerò via (1992-1993)
- Fresh, regia di Boaz Yakin (1994)
- Dollari sporchi, regia dei fratelli Hughes (1995)
- New York Undercover (1996)
- Subway Stories - Cronache metropolitane, regia di Craig McKay (1997)
- Blade, regia di Stephen Norrington (1998)
- 3 Strikes, regia di DJ Pooh (2000)
- Civil Brand - La rivolta, regia di Neema Barnette (2002)